# Андреевка (Хорольский район)
Андре́евка (укр. Андріївка) — село,
Андреевский сельский совет,
Хорольский район,
Полтавская область,
Украина.
Код КОАТУУ — 5324880301. Население по переписи 2001 года составляло 488 человек.
Является административным центром Андреевского сельского совета, в который, кроме того, входят сёла
Вязовок,
Дубовое,
Козубовка,
Новый Байрак,
Софино и
Третьяково.

## Географическое положение
Село Андреевка находится на расстоянии в 0,5 км от села Козубовка и в 1-м км от села Дубовое.
По селу протекает пересыхающий ручей с запрудой.

## История
- XVIII век — основано как село Войновка.
- В І-й половине XIX века село переименовали в Андреевка.
- Село указано на специальной карте Западной части России Шуберта 1826-1840 годов [3]

## Экономика
- «Андреевский», сельскохозяйственный ПК.
- «Андреевка», сельскохозяйственное ООО.

## Объекты социальной сферы
- Школа.